# R46 (carrozza)
Le R46 sono una serie di 754 carrozze della metropolitana di New York operanti nella divisione B e realizzate dalla Pullman Standard Company tra il 1975 e il 1978 nella sua fabbrica a South Side, Chicago.

## Storia
Il 7 aprile 1972 la New York City Transit Authority assegnò alla Pullman Standard Company il contratto per la realizzazione di 900 nuove carrozze per la metropolitana, ad un costo totale di 246 milioni di dollari, pari a 273 000 $ per carrozza. In seguito, l'ordine fu ridotto a 754 carrozze, per un costo totale di 210,5 milioni di dollari.
I primi due treni composti da R46 entrarono in servizio sulle linee F e N il 14 luglio 1975, con una breve cerimonia nella stazione di 34th Street-Herald Square alla presenza del sindaco Abraham Beame e del presidente della MTA David Yunich. A causa di uno sciopero nella fabbrica della Pullman Standard il 1º ottobre 1977, unito ad altri problemi, le ultime R46 entrarono in servizio nel dicembre 1978, con tre anni di ritardo.
Il 26 aprile 1986 le carrozze numero 1054 e 941 furono danneggiate in un incidente vicino alla stazione di Jamaica-179th Street e successivamente demolite. Tra il 1990 e il 1992, le rimanenti 752 carrozze furono rinnovate, come parte del programma "General Overhaul Program" (GOH) della NYCTA, dall'azienda Morrison-Knudsen: i sistemi meccanici furono interamente sostituiti, vennero installati schermi LCD e l'intera flotta fu rinumerata.
Il 27 giugno 2017 il treno 6150–6153 subì un deragliamento a nord della stazione di 125th Street mentre era in servizio sulla linea A. Le carrozze 6150 e 6151, danneggiate dallo scontro con le colonne del tunnel, furono ritirate dal servizio. Il 20 settembre 2020 il treno 6062–6065 deragliò a 14th Street, portando al ritiro della carrozza 6062.
Le R46 rimarranno in servizio fino alla metà degli anni 2020, quando saranno rimpiazzate dalle R211.

## Utilizzo
Le carrozze R46 sono così assegnate alle diverse linee: 216 carrozze, l'equivalente di 27 treni, alla linea A, 72 carrozze, l'equivalente di 9 treni, alla linea C, 168 carrozze, l'equivalente di 21 treni, alla linea Q, 12 carrozze, assemblate in 3 treni, alla navetta Rockaway Park e le restanti 144 carrozze, l'equivalente di 18 treni, sono condivise dalle linee N e W. I depositi assegnati alle carrozze sono quelli di Coney Island (396 carrozze) e Pitkin (356 carrozze), entrambi a Brooklyn.